# 김희창 (배우)
김희창(1976년 ~ )은 대한민국의 배우이다.

## 학력
- 서울예술대학 연극과 졸업

## 연기 활동

### 영화
- 《방법: 재차의》 (2021년) - 수사대 과장 역
- 《낫아웃》 (2021년) - 감독 역
- 《관계의 가나다에 있는 우리는》 (2021년) - 수리점 김사장 역
- 《천사는 바이러스》 (2021년) - 철민 역
- 《니나 내나》 (2019년) - 규림 부 역
- 《나쁜 녀석들: 더 무비》 (2019년) - 다른 교도소장 역
- 《보희와 녹양》 (2019년) - 승현 아빠 역
- 《나의 특별한 형제》 (2019년) - 편의점 사장 역
- 《어른도감》 (2018년) - 용식 역
- 《콜》 (2017년)
- 《첩첩산중》 (2017년)
- 《검사외전》 (2016년) - 지구당 위원장 역
- 《간신》 (2015년) - 어의 역
- 《소셜포비아》 (2015년) - 형사 역
- 《나의 독재자》 (2014년) - 철거반장 역
- 《슬로우 비디오》 (2014년) - 김연출 역
- 《이쁜 것들이 되어라》 (2014년) - 특별출연
- 《들개》 (2014년) - 백교수 역
- 《찌라시 : 위험한 소문》 (2014년) - 제우스실장 역
- 《원룸》 (2013년) - 김과장 역
- 《자네 아내와 여행을 가고 싶네》 (2013년) - 동식 역
- 《창수》 (2013년) - 박카스손님 역
- 《붉은 가족》 (2013년) - 이중호 역
- 《남쪽으로 튀어》 (2013년) - 건설과장 역
- 《사랑의 묘약》 (2012년) - 행인 역
- 《영건 탐정사무소》 (2012년) - 닥터 창 역
- 《사랑이 무서워》 (2011년) - 의사 A 역
- 《헬로우 고스트》 (2010년) - 모텔 사장 역
- 《육혈포 강도단》 (2010년) - 청원경찰 역
- 《이웃집 좀비》 (2010년)
- 《거북이 달린다》 (2009년) - 멸치 역
- 《김씨 표류기》 (2009년) - 해병대 1 역
- 《님은 먼곳에》 (2008년) - 험악남 1 역
- 《황진이》 (2007년) - 시전 상인 역

### 드라마
- 《견우와 선녀》 (2025년, tvN) - 견우 큰 아버지 역
- 《사랑은 외나무다리에서》 (2024년, tvN) - 이재규 역
- 《O'PENing - 고물상 미란이》 (2024년, tvN) - 이 씨 역
- 《이로운 사기》 (2023년, tvN) - 박종구 역
- 《이상한 변호사 우영우》 (2022년, ENA) - 문종철 역
- 《이벤트를 확인하세요》 (2021년, MBC) - 강재남 역
- 《검법남녀 2》 (2019년, MBC)
- 《진심이 닿다》 (2019년, tvN)
- 《슬기로운 감빵생활》 (2018년, tvN)
- 《쌈 마이웨이》 (2017년, KBS2) - 최부장 역
- 《교회오빠의 연애QT》 (2016년, 웹드라마) - 전도사 역
- 《아이가 다섯》 (2015년, KBS2)
- 《동네의 영웅》 (2016년, OCN)
- 《송곳》 (2015년, JTBC) - 차상학 역
- 《눈길》 (2015년, KBS1)
- 《뱀파이어 검사 2》 (2012년, OCN)

### 공연
- 《가족입니다》 (2014년) - 윤기 역
- 《빨래》 (2014년) - 구씨 역
- 《라이어 1탄 - 대구》 (2013년) - 스탠리 가드너 역
- 《빨래》 (2013년) - 구씨 역
- 《빨래》 (2012년)
- 《빨래 - 부산》 (2009년) - 구씨 역
- 《빨래》 (2008년) - 구씨, 빵 아들 역
- 《블루다이아몬드》 (2007년) - 피첨 역